# Muscle scalène moyen

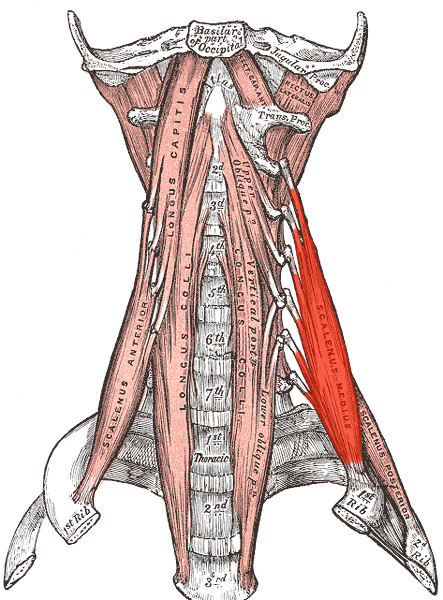
Le scalène moyen, en rouge à droite.

Le muscle scalène moyen ou muscle scalène dorsal de la 1ère côte (musculus scalenus medius en latin) est un muscle cervical.

## Description
Le muscle scalène moyen est un muscle situé sur le côté du cou, derrière le muscle scalène antérieur.
C'est le plus long et le plus large des muscles scalènes.

## Origine
Le muscle scalène moyen nait par six tendons des tubercules antérieurs des processus transverses de la deuxième à la septième vertèbre cervicale.

## Trajet
Des fibres musculaires poursuivent les tendons et convergent en bas, en avant et en dehors en un corps charnu aplati d'avant en arrière.

## Insertion
Le muscle scalène moyen se termine sur la face supérieure de la première côte en arrière du muscle scalène antérieur dont il est séparé par le sillon de l'artère sous-clavière.

## Innervation
Le muscle scalène moyen est innervé par le plexus cervical par les branches cervicales de C3 à C7.

## Vascularisation
Le muscle scalène moyen est vascularisé par une branche de l'artère thyroïdienne inférieure.

## Action
Le muscle scalène moyen est :
- élévateur de la première côte en prenant appui sur le cou, il est donc inspirateur ;
- rotateur contro-latéral ;
- inclinateur homo-latéral ;
- légèrement fléchisseur du cou.

En prenant appui sur les côtes, il stabilise le rachis cervical notamment lors du port d'un fardeau sur la tête.

## Remarque
Les scalènes sont disposés en deux-plans : l'antérieur en avant, le scalène moyen et le scalène postérieur en arrière. Ils délimitent ainsi avec les côtes le triangle interscalénique par où passent les branches du plexus brachial et l'artère sous-clavière.

## Galerie

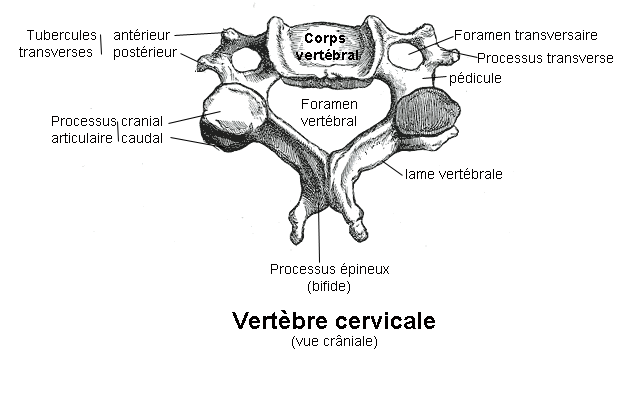
Une vertèbre cervicale.
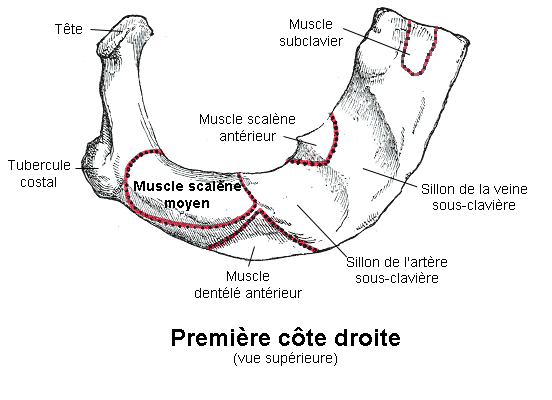
La première côte.
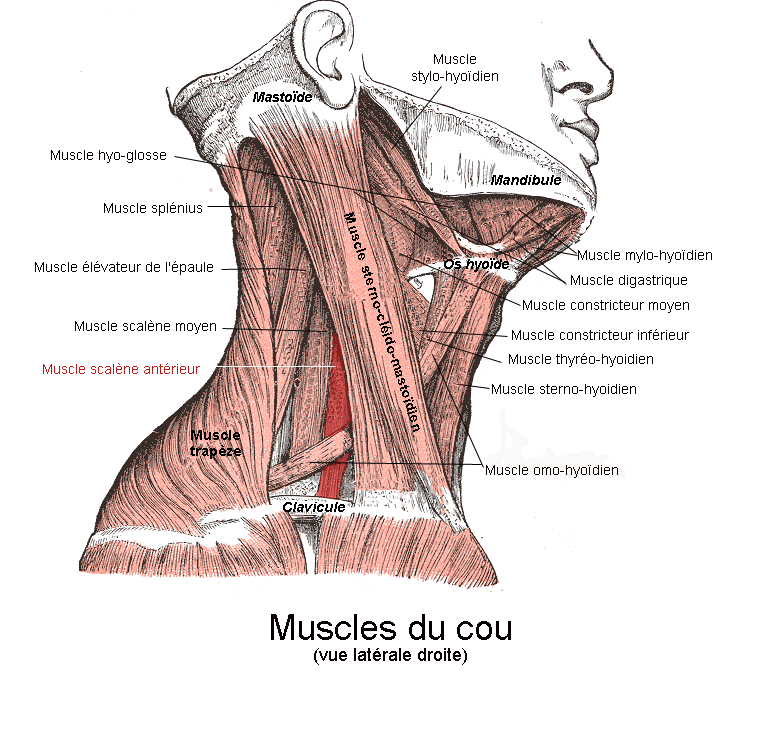
Muscles du cou (vue latérale).

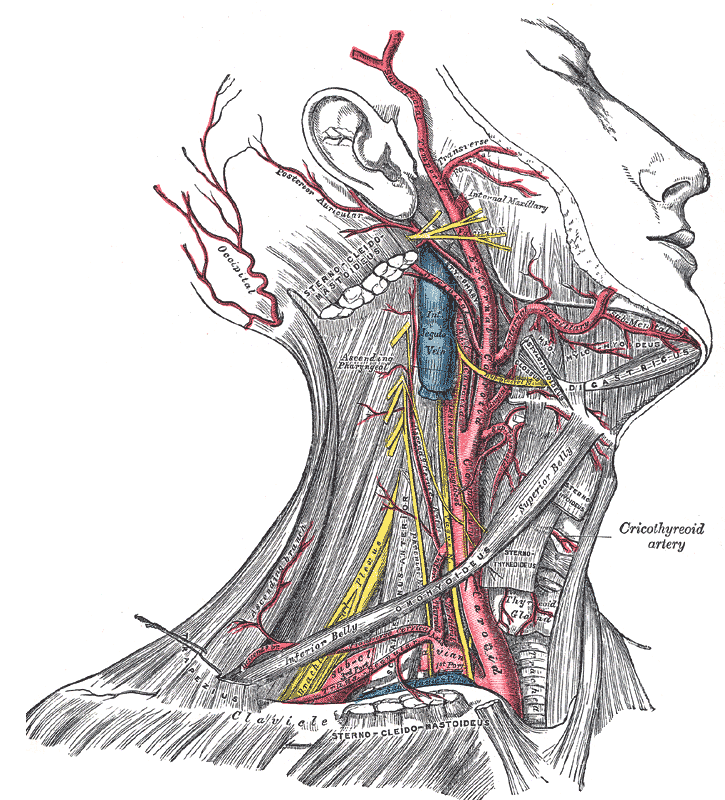
Artères sous-clavière et carotide.
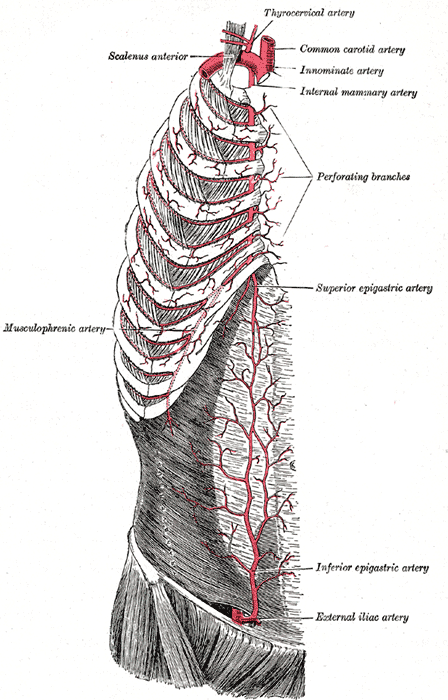
L'artère mammaire interne et ses branches.
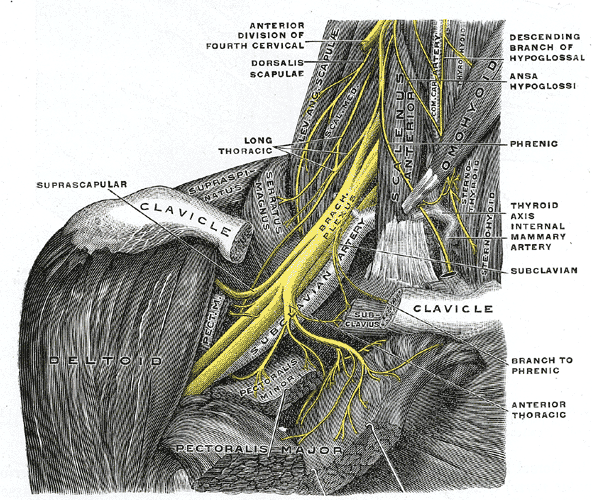
Le plexus brachial droit, vu de face.